# Sufla
Sufla (arab. ‏سُفْلى‎) – nieistniejąca już palestyńska wieś, która była położona w Dystrykcie Jerozolimy w Mandacie Palestyny. Wyludniona i zniszczona podczas I wojny izraelsko-arabskiej (an-Nakba), po ataku Sił Obronnych Izraela w dniu 20 października 1948.

## Położenie
Sufla leżała wśród wzgórz Judei, w odległości 18 km na zachód od Jerozolimy. Według danych z 1945 do wsi należały ziemie o powierzchni 206,1 ha. We wsi mieszkało wówczas 60 osób.
| własność gruntów | powierzchnia gruntów (hektary) |
| ---------------- | ------------------------------ |
| Arabowie         | 71,4                           |
| Żydzi            | 0                              |
| publiczne        | 124,7                          |
| Razem            | 206,1                          |

| Rodzaj użytkowanych gruntów | Arabowie (hektary) |
| --------------------------- | ------------------ |
| uprawy oliwek               | 2,4                |
| uprawy zbóż                 | 40                 |
| nieużytki                   | 165,8              |
| zabudowane                  | 0,5                |

## Historia
W okresie panowania Brytyjczyków Sufla była małą wsią. Wieś posiadała własny meczet i wodociąg.
Podczas I wojny izraelsko-arabskiej w drugiej połowie maja 1948 wieś zajęły egipskie oddziały. Na samym początku operacji Ha-Har w nocy z 19 na 20 października 1948 wieś zajęli Izraelczycy. Mieszkańcy zostali wysiedleni, a wszystkie domy wyburzono.

## Miejsce obecnie
Na gruntach wioski Sufla powstał w 1950 moszaw Nes Harim.
Palestyński historyk Walid Chalidi, tak opisał pozostałości wioski Sufla:

Po całym terenie jest rozrzucony kamienny gruz z domów. Teren jest przeznaczony obecnie na wypas. Pomiędzy ruinami i gruzem znajdują się struktury jaskiń, dawniej wykorzystywane jako mieszkania. We wschodniej części jest cmentarz. Obszar po stronie zachodniej i północnej porastają migdałowce i drzewa oliwne.